# Vasperviller
Vasperviller est une commune française située dans le département de la Moselle en région Grand Est.
Cette commune se trouve dans la région historique de Lorraine et fait partie du pays de Sarrebourg.

## Géographie

### Communes limitrophes
| Nitting                |              | Voyer |
| Métairies-Saint-Quirin | Vasperviller |       |
|                        | Saint-Quirin |       |

### Voie verte
La gare de Vasperviller - Saint-Quirin était située sur l'ancienne ligne de Sarrebourg à Abreschviller. La ligne, aujourd’hui déclassée et dont la voie a été déposée, a été réaménagée en piste cyclable.

### Hydrographie
La commune est située dans le bassin versant du Rhin au sein du bassin Rhin-Meuse. Elle est drainée par la Sarre Rouge et le ruisseau de Saint-Quirin.
La Sarre rouge, d'une longueur totale de 26,8 km, prend sa source dans la commune de Saint-Quirin et se jette  dans la Sarre en limite de Hermelange et de Lorquin, après avoir traversé sept communes.
Le ruisseau de Saint-Quirin, d'une longueur totale de 12,1 km, prend sa source dans la commune de Saint-Quirin et se jette  dans la Sarre rouge sur la commune, après avoir traversé trois communes.

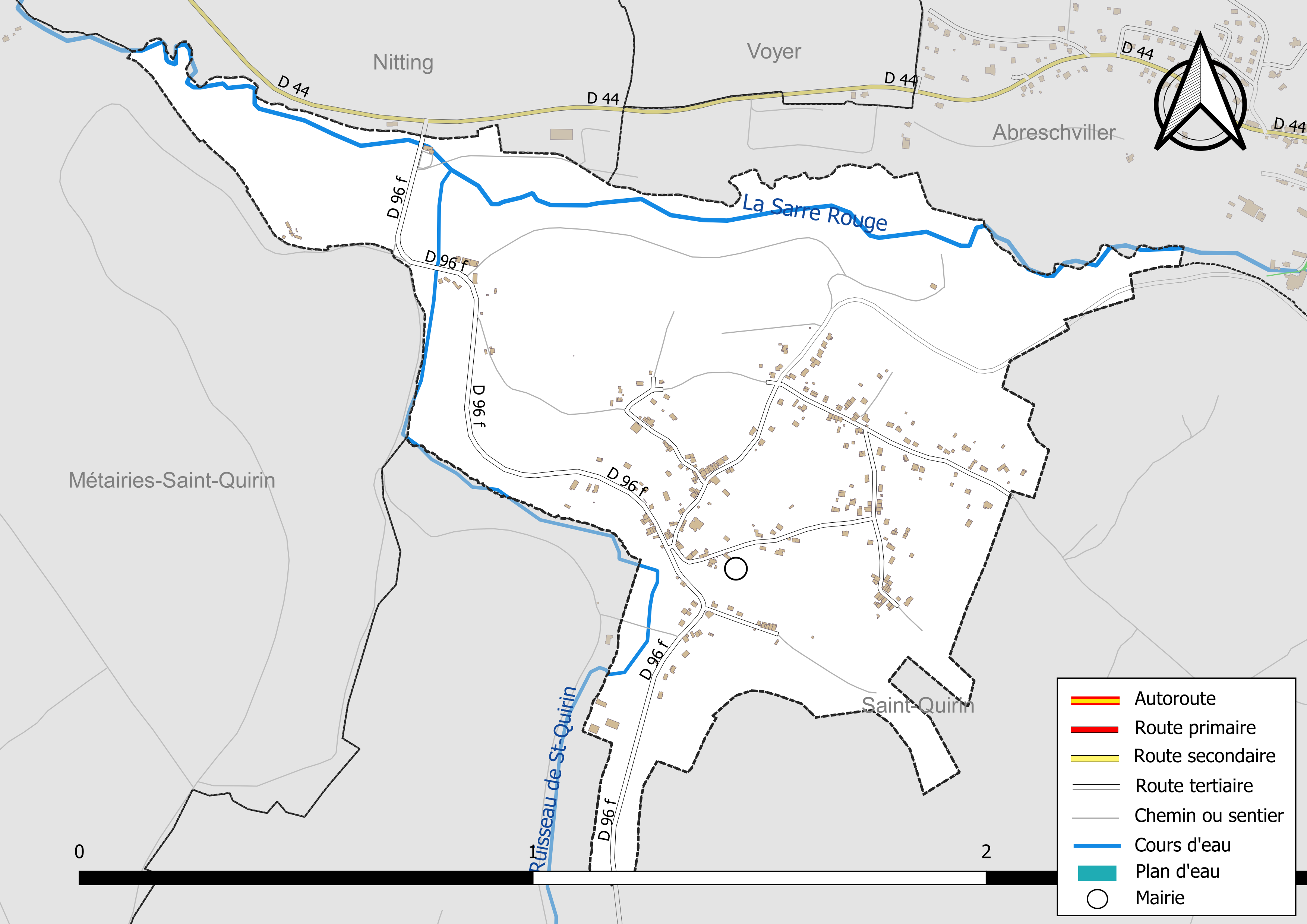
Réseaux hydrographique et routier de Vasperviller.

La qualité de la Sarre Rouge et du ruisseau de Saint-Quirin peut être consultée sur un site spécial géré par les agences de l’eau et l’Agence française pour la biodiversité.

### Climat
Pour des articles plus généraux, voir Climat du Grand Est et Climat de la Moselle.
En 2010, le climat de la commune est de type climat des marges montargnardes, selon une étude du Centre national de la recherche scientifique s'appuyant sur une série de données couvrant la période 1971-2000. En 2020, Météo-France publie une typologie des climats de la France métropolitaine dans laquelle la commune est exposée à un climat semi-continental et est dans la région climatique  Vosges, caractérisée par une pluviométrie très élevée (1 500 à 2 000 mm/an) en toutes saisons et un hiver rude (moins de 1 °C). 
Pour la période 1971-2000, la température annuelle moyenne est de 9,7 °C, avec une amplitude thermique annuelle de 16,9 °C. Le cumul annuel moyen de précipitations est de 1 058 mm, avec 12,8 jours de précipitations en janvier et 10,3 jours en juillet. Pour la période 1991-2020, la température moyenne annuelle observée sur la station météorologique de Météo-France la plus proche, « Turquestein-blancrupt_sapc », sur la commune de Saint-Quirin à 3 km à vol d'oiseau, est de 10,2 °C et le cumul annuel moyen de précipitations est de 1 091,5 mm. 
La température maximale relevée sur cette station est de 38,3 °C, atteinte le 7 août 2015 ; la température minimale est de −18,4 °C, atteinte le 12 février 2012,,. 
Les paramètres climatiques de la commune ont été estimés pour le milieu du siècle (2041-2070) selon différents scénarios d'émission de gaz à effet de serre à partir des nouvelles projections climatiques de référence DRIAS-2020. Ils sont consultables sur un site spécial publié par Météo-France en novembre 2022.

## Urbanisme

### Typologie
Au 1er janvier 2024, Vasperviller est catégorisée commune rurale à habitat dispersé, selon la nouvelle grille communale de densité à sept niveaux définie par l'Insee en 2022.
Elle est située hors unité urbaine. Par ailleurs la commune fait partie de l'aire d'attraction de Sarrebourg, dont elle est une commune de la couronne,. Cette aire, qui regroupe 87 communes, est catégorisée dans les aires de 50 000 à moins de 200 000 habitants,.

### Occupation des sols
L'occupation des sols de la commune, telle qu'elle ressort de la base de données européenne d’occupation biophysique des sols Corine Land Cover (CLC), est marquée par l'importance des forêts et milieux semi-naturels (51,7 % en 2018), en diminution par rapport à 1990 (58,2 %). La répartition détaillée en 2018 est la suivante : 
forêts (51,7 %), zones urbanisées (31,2 %), prairies (17,1 %). L'évolution de l’occupation des sols de la commune et de ses infrastructures peut être observée sur les différentes représentations cartographiques du territoire : la carte de Cassini (XVIIIe siècle), la carte d'état-major (1820-1866) et les cartes ou photos aériennes de l'IGN pour la période actuelle (1950 à aujourd'hui).

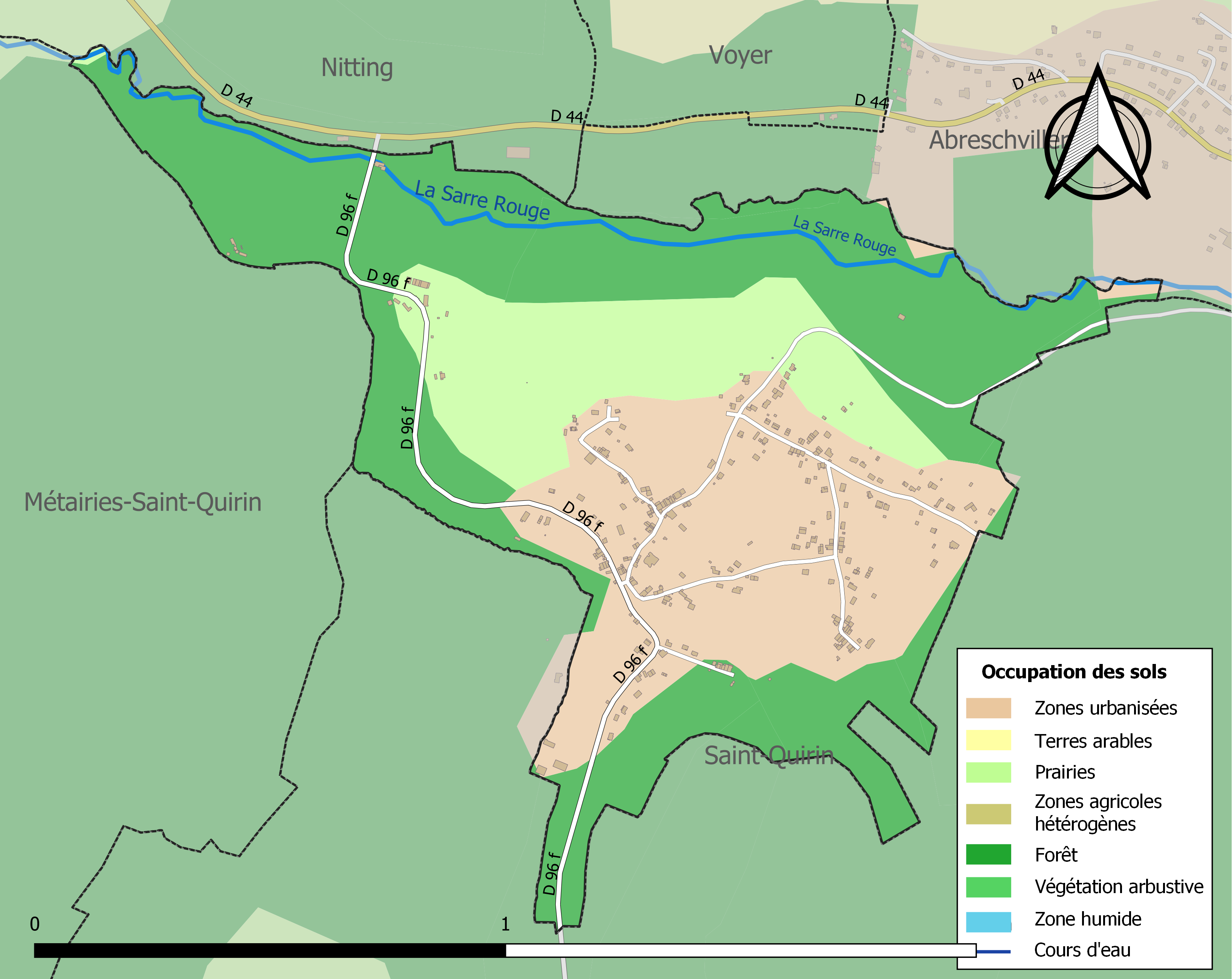
Carte des infrastructures et de l'occupation des sols de la commune en 2018 (CLC).

## Toponymie
- Anciens noms[15],[16] : Walperti (1127), Wasperchewiller (1433), Walperßwiller (1454), Vuolsperweiler et Walperswiller (1460), Walpersweiler (1539), Wasperviller (1708), Walspervillers (1778), Vasperviller (1793), Vasperwiller et Wasperwiller (XIXe siècle), Wasperweiler (1871-1918 & 1940-44).
- En francique lorrain : Woschperwiller[17].

## Histoire
- Village de la seigneurie de Saint-Quirin, possession de l'abbaye de Marmoutier et du prieuré de Saint-Quirin.
- Dépeuplé par la peste au cours de la guerre de Trente Ans ; reconstruit au XVIIIe siècle.
- Cédé à la France en 1661.

## Politique et administration
| Période                                  | Période   | Identité         | Étiquette | Qualité |
| ---------------------------------------- | --------- | ---------------- | --------- | ------- |
| mars 1989                                | mars 2008 | Gilbert Mazerand |           |         |
| mars 2008                                | En cours  | Pascal Rohmer    |           |         |
| Les données manquantes sont à compléter. |           |                  |           |         |

## Démographie
L'évolution du nombre d'habitants est connue à travers les recensements de la population effectués dans la commune depuis 1793. Pour les communes de moins de 10 000 habitants, une enquête de recensement portant sur toute la population est réalisée tous les cinq ans, les populations de référence des années intermédiaires étant quant à elles estimées par interpolation ou extrapolation. Pour la commune, le premier recensement exhaustif entrant dans le cadre du nouveau dispositif a été réalisé en 2005.

En 2022, la commune comptait 320 habitants, en évolution de +0,95 % par rapport à 2016 (Moselle : +0,52 %, France hors Mayotte : +2,11 %).
| 1793 | 1800 | 1806 | 1821 | 1831 | 1836 | 1841 | 1846 | 1851 |
| ---- | ---- | ---- | ---- | ---- | ---- | ---- | ---- | ---- |
| 240  | 281  | 284  | 247  | 406  | 499  | 505  | 418  | 402  |

| 1856 | 1861 | 1871 | 1875 | 1880 | 1885 | 1890 | 1895 | 1900 |
| ---- | ---- | ---- | ---- | ---- | ---- | ---- | ---- | ---- |
| 374  | 357  | 299  | 273  | 250  | 203  | 244  | 238  | 263  |

| 1905 | 1910 | 1921 | 1926 | 1931 | 1936 | 1946 | 1954 | 1962 |
| ---- | ---- | ---- | ---- | ---- | ---- | ---- | ---- | ---- |
| 271  | 257  | 244  | 240  | 244  | 271  | 285  | 306  | 310  |

| 1968 | 1975 | 1982 | 1990 | 1999 | 2005 | 2006 | 2010 | 2015 |
| ---- | ---- | ---- | ---- | ---- | ---- | ---- | ---- | ---- |
| 324  | 293  | 299  | 284  | 281  | 290  | 288  | 305  | 316  |

| 2020 | 2022 | - | - | - | - | - | - | - |
| ---- | ---- | - | - | - | - | - | - | - |
| 314  | 320  | - | - | - | - | - | - | - |

## Culture locale et patrimoine

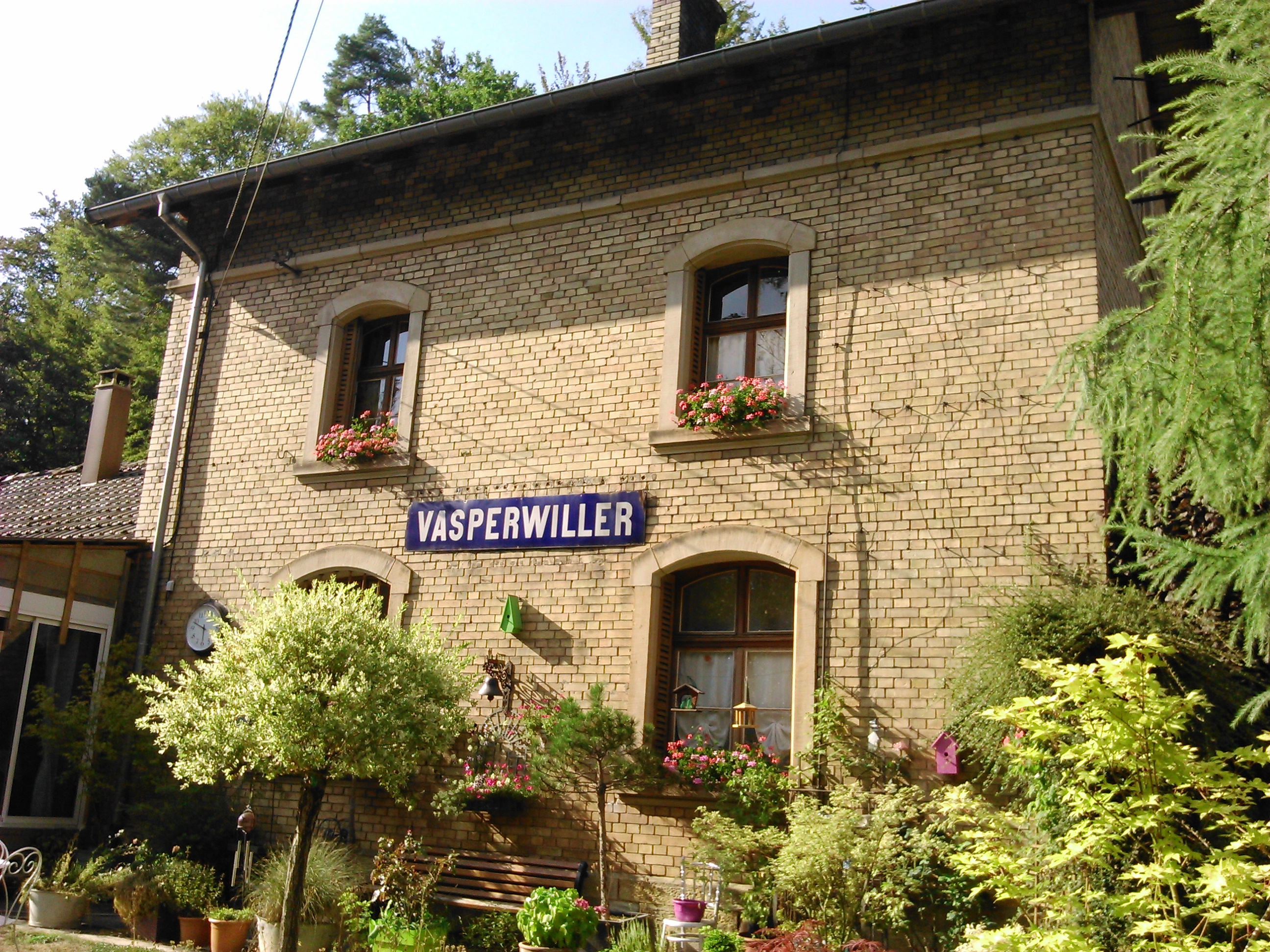
Ancienne gare.

### Lieux et monuments
- Ruines d'anciennes constructions romaines.
- Église paroissiale Sainte-Thérèse d'architecture d'avant-garde, reconstruite en 1968 à la suite des destructions de la Seconde Guerre mondiale par l'architecte Litzenberger, qui s'inspire visiblement de la chapelle Notre-Dame du Haut, achevée dix ans auparavant par Le Corbusier à Ronchamp (Haute-Saône).

### Héraldique
| Blason de Vasperviller | Blason  | Parti en 1) Mi-parti d'azur à neuf besants d'or posés 3, 3, 2 et 1, en 2) de sinople à la crosse d'or mise en pal, un M majuscule d'argent brochant sur la crosse. |
| Blason de Vasperviller | Détails | Le statut officiel du blason reste à déterminer. |